# Bomolocha rhombalis
Bomolocha rhombalis är en fjärilsart som beskrevs av Achille Guenée 1854. Bomolocha rhombalis ingår i släktet Bomolocha och familjen nattflyn. Inga underarter finns listade i Catalogue of Life.